# Vicente José González García
Vicente José González García (Boo (Aller), 1925-Oviedo, 2019) fue un sacerdote, historiador y arqueólogo asturiano, archivero de la Catedral de Oviedo y  profesor de Historia y de Arqueología Asturiana en la Escuela de Magisterio de la Universidad de Oviedo.
Célebre por sus polémicas defensas de la historicidad de Bernardo del Carpio y la ingenuidad de los documentos copiados por el obispo Pelayo de Oviedo, considerado un falsario por Francisco Javier Fernández Conde. Fue pionero en el estudio histórico y la exploración arqueológica del castillo de Gauzón.

## Obras
- La Casa de Quirós, Oviedo, 1958.
- "La iglesia de San Miguel de Lillo", en el Boletín del Real Instituto de Estudios Asturianos 49 (1963), pp. 331-338.
- I y II Sancta Ovetensis: Principado de Asturias, Oviedo, 1964.
- III y IV Sancta Ovetensis: Las primeras rutas jacobeas, Oviedo, 1964 y 1965.
- Bernardo del Carpio, Oviedo, 1967.
- La Iglesia de San Miguel de Lillo, Oviedo, 1974.
- Castillos, Palacios y Fortalezas de Asturias, Oviedo, 1978.
- "Bernardo del Carpio y la batalla de Roncesvalles", en El Basilisco 4 (1978), pp. 42-52.
- La Cámara Santa y su tesoro, Oviedo, 1979.
- "El Obispo D. Pelayo, clave para el estudio de la Historia Altomedieval", en El Basilisco 8 (1979), pp. 72-84.
- "Miscelánea cultural", en Magister 1 (1983), pp. 251-301.
- El Oviedo Antiguo y Medieval, Oviedo, 1984.
- "El obispo D. Pelayo y su influencia en el estudio de las cuestiones altomedievales", en Magister 5 (1987), pp. 263-291.
- "Los fundamentos histórico-arqueológicos del Principado", en Magister 6 (1988), pp. 269-293.
- "Un reto para los medievalistas españoles: ¿Barrau-Dihigo ó Pelayo de Oviedo? La Arqueología tiene la palabra", en Magister 7 (1989), pp. 217-291.
- "El primitivo camino de Santiago por el Norte o la ruta del prerrománico: precisión histórica", en Magister 8 (1990), pp. 127-145.
- "La hospitalidad asturiana durante la primera época del Camino de Santiago: s. IX-XI", en Horacio Santiago Otero (coord.), El Camino de Santiago : la hospitalidad monástica y las peregrinaciones, Valladolid, Junta de Castilla y León.
- "La Hitación de Wamba: confirmación de los linderos diocesanos en el año 676", en Magister 11 (1993), pp. 173-215 y 14 (1994), pp. 175-231.
- "Solucionado el crucigrama histórico altomedieval asturiano: misión cumplida", en Magister 14 (1996), pp. 61-128.
- "El correcto planteamiento del Camino de Santiago conlleva el de la historia altomedieval o la reivindicación del Reino Asturiano", en Magister 18 (2002), pp. 121-172.
- "Las reliquias de la Cámara Santa y el Santo Sudario (Proceso y marco histórico-arqueológico), en Lucus 3 (2002), pp. 255-269.
- El Castillo de Gozón, Oviedo, 2007.
- Bernardo del Carpio y la batalla de Roncesvalles, Oviedo, 2007.
- "Gijón y Quirós: dos concejos unidos por Jovellanos" (con María Belén González Collado), en Boletín jovellanista 9 (2009), pp. 37-65.